# Magdalena Ansue
Magdalena Ansue Nguema (* 21. April 1974 in Äquatorialguinea) ist eine äquatorialguineische Sprinterin. Sie war 1992 Teilnehmerin der Olympischen Spiele.

## Leben
Ansue nahm an den Olympischen Sommerspielen 1992 in Barcelona bei dem Laufwettbewerb 100 m der Frauen teil. Im Vorlauf 7 der Vorrunde wurde sie disqualifiziert und beendete den Lauf nicht. Für die nächste Runde konnte sie sich nicht qualifizieren.
Bei den Leichtathletik-Weltmeisterschaften 1995 in Göteborg lief sie in der Qualifikation im 100-Meter-Lauf eine Zeit von 13,62 Sekunden. Als siebte des Vorlaufes 1 konnte sie sich nicht für die nächste Runde qualifizieren. Eine Zeit von 13,92 Sekunden lief Ansue die 100-Meter-Strecke bei der Sommer-Universiade 1995 in Fukuoka. In der Gesamtwertung kam sie damit auf dem 41. Platz.

## Persönliche Bestzeiten
- 100-m-Lauf: 12,8 s (1995)[1]